# إيلين تشيسمان
إيلين تشيسمان (بالإنجليزية: Ellen Cheeseman)‏ هي عالمة نبات وفنانة نيوزيلندية، ولدت في 1848، وتوفيت في 1928.